# مادران (مجموعه تلویزیونی)
مادران (لهستانی: Mamuśki) یک مجموعهٔ تلویزیونی کمدی لهستانی است که در سال ۲۰۰۷ منتشر شد. فصل اول سریال به‌طور میانگین ۲/۱۴ میلیون و فصل دوم آن به‌طور میانگین ۱/۹۶ میلیون بیننده داشت.

## گزیدهٔ بازیگران

### نقش‌های اصلی
- استانیسواوا تسلینسکا
- توماش کارولاک
- کشیشتف استلماژیک
- اِوا وِنتسل
- کاتاژینا آنکودوویچ
- میخاو رولنیتسکی
- زبیگنیف بوچکوفسکی
- گژگوش وُنس
- پیوتر اسکارگا
- داریا ویدافسکا
- الژبیتا یاروشیک
- آنا بوروویتس
- ایوونا رولِـویچ

### نقش‌های فرعی و دوره‌ای
- ویولتا آرلاک
- آگنیشکا میخالسکا
- وویچیخ اسکیبینسکی
- رومن بوگای
- پشمیسواف استیپا
- هنریک گوونبیفسکی
- ماوگوژاتا لیپمان
- الژبیتا کیوفسکا
- آنا گورنوستای
- آنا گزیرا
- پاوئو نوویش
- یوآنا مورو
- کاتاژینا بارگیه‌ووسکا
- کامیلا سالوروویچ
- ماریا گوادگوفسکا
- میلنا لیشتسکا
- ماگدالنا گناتوفسکا
- یاتسک کوپچینسکی
- ماریوش زانیفسکی
- ماچئی ویژبیتسکی
- تادئوش وویتیخ
- میخاو میکووایچاک